# Rhamna semen
Rhamna semen is een keversoort uit de familie klopkevers (Anobiidae). De wetenschappelijke naam van de soort is voor het eerst geldig gepubliceerd in 1913 door Peyerimhoff de Fontenelle.